# Hartlepool United FC
Hartlepool United FC är en engelsk professionell fotbollsklubb i Hartlepool, grundad 1908. Hemmamatcherna spelas på Victoria Park. Klubbens smeknamn är The Pools och The Monkey Hangers.

## Historia

### 1921–1969

Klubbens ligaplaceringar från och med 1921.

När The Football League 1921 utökades med en nordlig division 3-serie ingick Hartlepool United som en av de ursprungliga medlemmarna.
Säsongen 1956/57 är resultatmässigt klubbens främsta genom tiderna. Då slutade man 2:a i Division 3 North, fyra poäng efter mästarna Derby County. Den framgången kunde klubben sedan inte upprepa säsongen därefter då de två regionala Division 3-serierna skulle avskaffas och det var viktigt att hamna på övre halvan i tabellen för att undvika att hamna i den nya Division 4. Hartlepool slutade först på 17:e plats och kom därför att ingå som en av de ursprungliga lagen i Division 4 säsongen 1958/59. Efter att 1959/60 slutat på 19:e plats tvingades sedan Hartlepool fem säsonger i följd ansöka om återval till The Football League efter att stadigt ha placerat sig bland de fyra lägst placerade lagen i Division 4, d.v.s. de som tvingades ansöka om återval.
När klubben 1965 utsåg den oprövade Brian Clough till tränare var det starten på en kortvarig framgångsperiod. Clough förde klubben upp på säker mark i Division 4 och säsongen 1967/68, efter det att Clough lämnat Hartlepool för att bli tränare i Derby County, kunde klubben för första gången sedan inträdet 1921 i The Football League genom en 3:e-placering vinna uppflyttning till en högre serie. Hartlepool fick omedelbart svårt i den högre serien och i fjärde omgången förlorade man t.ex. med 0-7 borta mot Reading. När serien summerades i början på maj 1969 stod det klart att Hartlepool skulle ha behövt tre poäng till för att få stanna kvar i Division 3.

### 1970–2001
Historien med blygsamma placeringar återupprepade sig den följande tioårsperioden då Hartlepool fyra gånger av tio tvingades ansöka om återval till The Football League. Under 1980-talet behövde klubben bara ansöka två gånger om återval och nästa decennium (1990-talet) skulle med Hartlepools mått komma att bli riktigt framgångsrikt.
Säsongen 1990/91 avslutade "Pools" seriespelet starkt. Efter att den 16 mars ha förlorat hemma mot Blackpool med 1-2 gick Hartlepool 14 raka matcher utan förlust, varav 10 var segrar. Den serieavslutningen räckte till en 3:e plats endast en poäng efter mästarlaget och klubbens argaste rival Darlington. Efter tre säsonger i den högre serien var Hartlepool åter tillbaka i ligans lägsta division säsongen 1994/95, den serie som nu hette Third Division efter Premier Leagues tillkomst.
Efter att fem raka säsonger placerat sig på den nedre halvan av tabellen nåddes en mindre framgång säsongen 1999/00 då Hartlepool kom 7:a och för första gången fick pröva på playoffspel. Lokalrivalen Darlington blev för svår i semifinalen och vann båda matcherna mot Hartlepool. Det enda som kunde glädja Hartlepoolsupportrarna var att Darlington sedan förlorade playoffinalen mot Peterborough United. Den följande säsongen 2000/01 blev det åter playoffspel för Hartlepool och hade inte laget förlorat tre raka matcher i början på april hade man förmodligen kunnat ta en av de tre direkta uppflyttningsplatserna. Historien från året innan återupprepade sig och Hartlepool föll i båda playoffseminalerna mot Blackpool.

### 2001–
Säsongen 2001/02 blev tredje gången i följd som Hartlepool nådde playoffspel. I semifinalen blev det åter förlust, men med knappast tänkbara marginal. Efter två 1-1-matcher mot Cheltenham Town var man tvungen att ta till straffar för att avgöra finallag och Hartlepool förlorade det straffsparksavgörandet med 4-5. Som en logisk följd av de senaste säsongernas goda resultat kunde Hartlepool sedan åter ta steget upp i tredjeligan säsongen 2002/03. I avslutningsmatchen mot Rushden & Diamonds gjorde de båda lagen upp om mästerskapet. Hartlepool var tvingade att vinna medan oavgjort räckte för hemmalaget. Matchen slutade 1-1 och Hartlepool blev därmed tvåa i serien.
Säsongen 2003/04 blev framgångsrik för nykomlingen i Second Division och återigen nådde man fram till playoffspel genom att bli 6:a i sluttabellen. Historien från de tidigare playoffsemifinalerna återupprepade sig och efter 1-1 hemma och förlust 1-2 borta mot Bristol City var det bara att börja rikta in sig på följande säsong. Säsongen 2004/05 slutade återigen Hartlepool som 6:a i sluttabellen och fick nu Tranmere Rovers på sin lott i playoffspelet. I klubbens nionde playoffmatch kom första segern; 2-0 på hemmaplan. Efter att Tranmere vunnit sin hemmamatch med samma siffror krävdes det straffar för att avgöra vilket lag som skulle nå finalen på Millennium Stadium i Cardiff. Det krävdes 14 straffar innan Hartlepool avgick med en 6-5-seger. I finalen väntade Sheffield Wednesday och när Hartlepool var i ledning med 2-1 och mindre än 10 minuter återstod drabbades man i samma moment av en utvisning och en straff emot sig. Wednesday tog till vara straffen och i förlängningen som följde gjorde man ytterligare två mål mot det decimerade Hartlepool.
Efter fem misslyckade playoffspel och en uppflyttning på sex säsonger blev säsongen 2005/06 en enda stor besvikelse för Hartlepools supportrar, som efter tre säsonger i den serie som nu bytt namn till League One med 50 inspelade poäng och en 21:a plats fick tacka för sig. Sejouren i League Two blev dock bara ettårig efter det att Hartlepool via en 2:a plats direkt studsat tillbaka till League One. De följande sex säsongerna kom Hartlepools längsta oavbrutna svit med spel i den engelska tredjeligan sedan införandet av fyra divisioner 1958. Från och med säsongen 2013/14 spelade klubben i League Two.
Efter att ha slutat på en 16:e plats säsongen 2015/16 fick klubben efter en 23:e plats 2016/17 för första gången lämna ligan och flyttades ned till National League.

## Övrigt
I mitten av 2000-talet fanns en liten svensk supporterklubb vid namn "The Swedish Monkey Hangers" efter staden Hartlepools berömda legend om den hängda apan.